# La leggenda della fortezza di Suram
La leggenda della fortezza di Suram (Ambavi Suramis tsikhitsa) è un film del 1985 diretto da Sergei Parajanov e Dodo Abashidze, versione cinematografica di un famoso racconto popolare georgiano.

## Trama
Dalle parti della capitale Tbilisi, tra tutte le robuste fortezze, erette dai georgiani, quella di Suram è la più fragile in assoluto. Un ragazzo deve essere immerso nelle mura della fortezza per impedirgli di sgretolarsi.